# Kumba (Camarões)
Kumba é uma cidade dos Camarões localizada na província de Sudoeste. Kumba é a capital do departamento de Meme.